# Munera (Albacete)
Munera ist eine Gemeinde (municipio) mit 3.395 Einwohnern (Stand: 2024) im Westen der Provinz Albacete in der autonomen Region Kastilien-La Mancha. 

## Lage
Munera liegt am Río Córcoles in der nördlichen Berglandschaft der Sierra de Alcaraz, dem nördlichen Ausläufer der Betischen Kordillere. Der Ort befindet sich in ca. 55 km (Fahrtstrecke) westnordwestlich der Provinzhauptstadt Albacete einer Höhe von ca. 930 m. Das Klima im Winter ist gemäßigt, im Sommer dagegen warm; die geringen Niederschlagsmengen (ca. 463 mm/Jahr) fallen – mit Ausnahme der nahezu regenlosen Sommermonate – verteilt übers ganze Jahr.

## Bevölkerungsentwicklung
| Jahr      | 1970 | 1981 | 1991 | 2001 | 2011 | 2021 |
| Einwohner | 5003 | 4305 | 4087 | 4029 | 3812 | 3433 |

## Sehenswürdigkeiten
- Burganlage von Munera
- Sebastianuskirche
- Marienkapelle
- Wassermühlen